# Maturité
Pour les articles homonymes, voir Maturité (homonymie).
 (juillet 2016).
La maturité est l'étape dans laquelle se trouve un organisme qui a atteint son plein développement. L'adjectif associé est mûr.
On entend par plein développement l'étape qui, faisant suite à une évolution normale et complète, marque le passage à la phase suivante où l'organisme a subi une certaine métamorphose ou transformation marquée, par exemple le passage de l'adolescence à la vie adulte chez l'Humain.
L'organisme qui a atteint la maturité entrera éventuellement dans la phase de déclin, ou sénescence. Le déclin est l'étape à laquelle l'organisme perd définitivement en complexité, en organisation, en sensibilité ou en force.

## Chez les végétaux

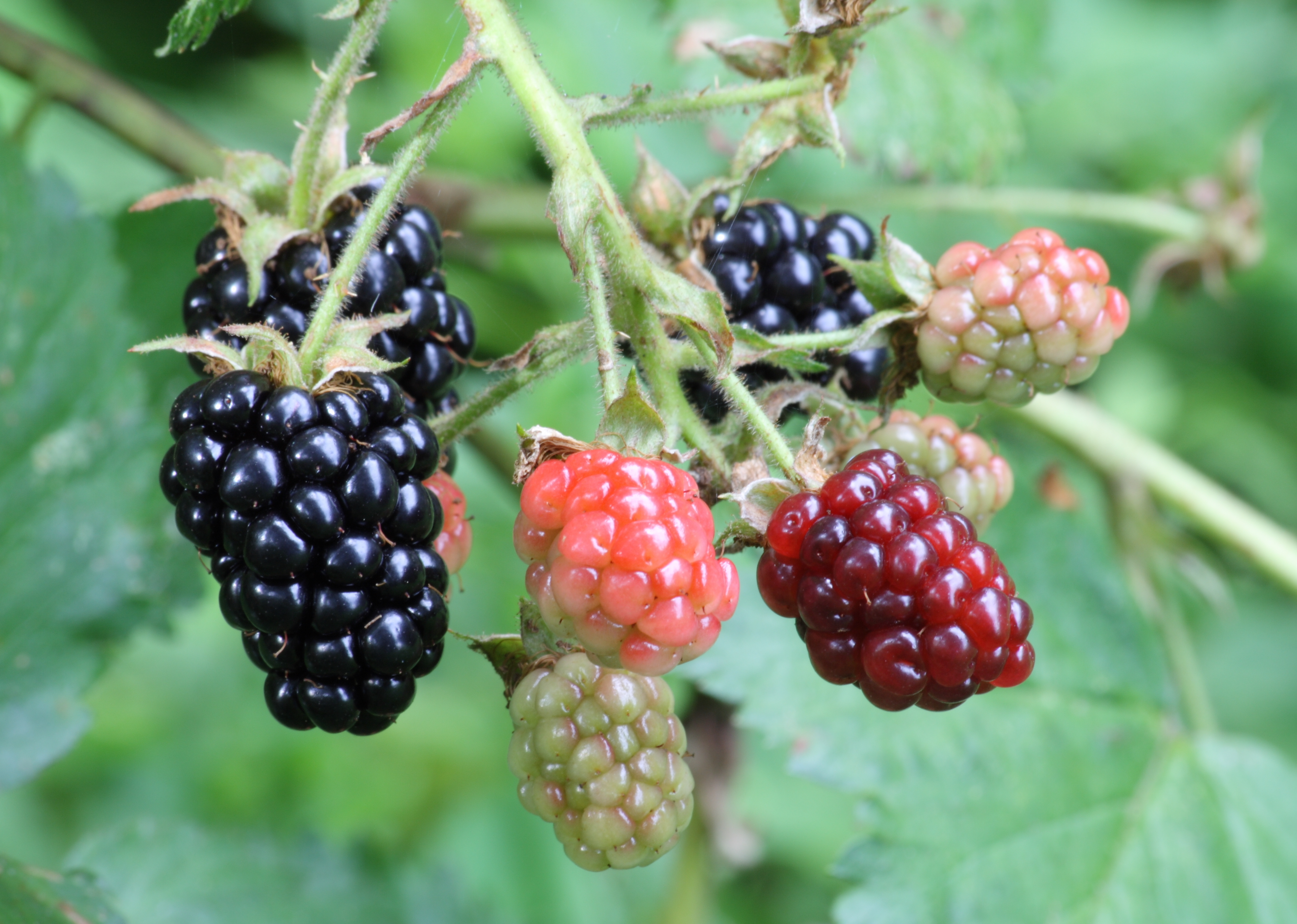
Mûres à différents stades de mûrissement : immature (verte), en cours de mûrissement (rose et rouge) et mûre (noire).

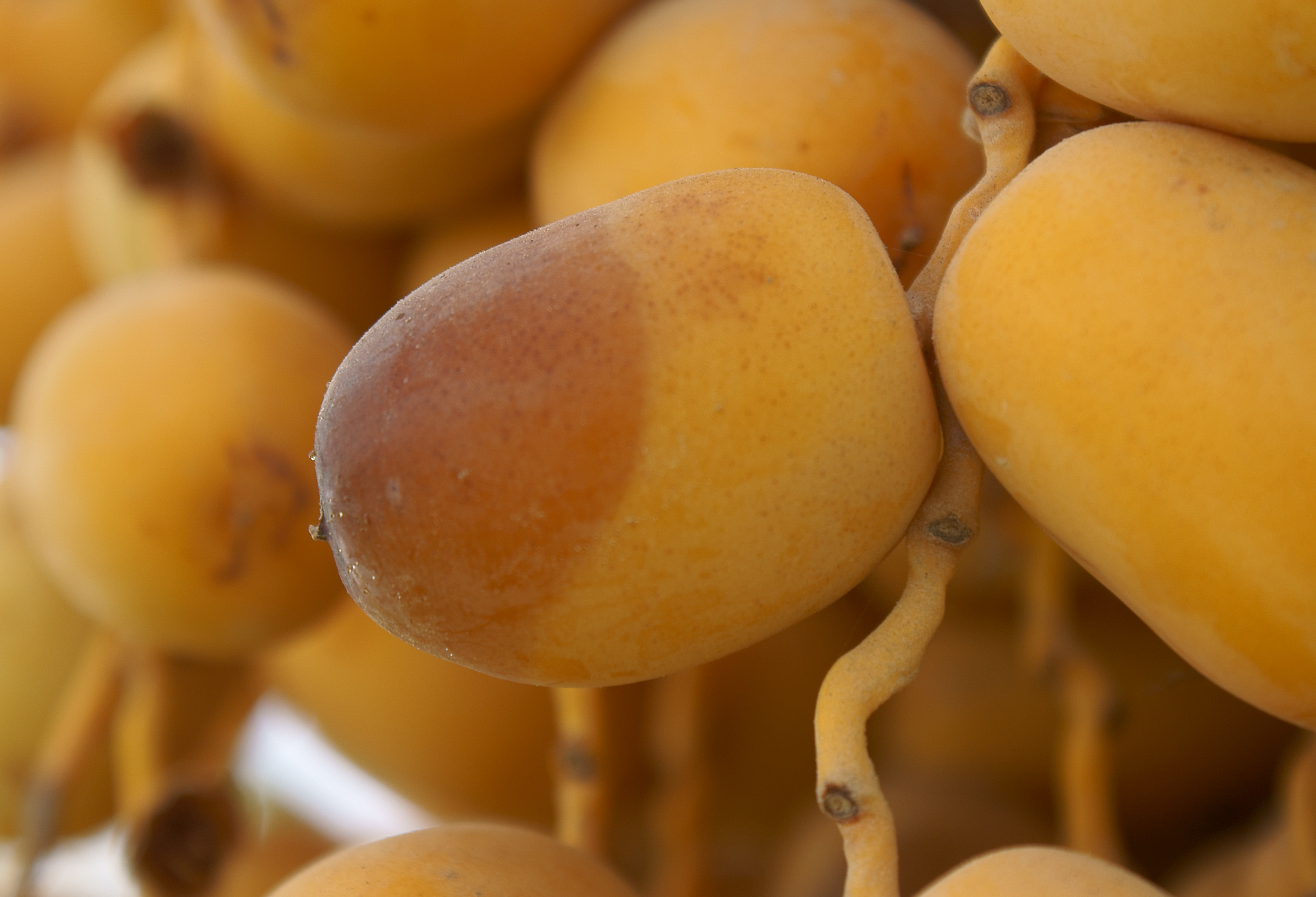
Dattes en cours de mûrissement sur Phoenix dactylifera.

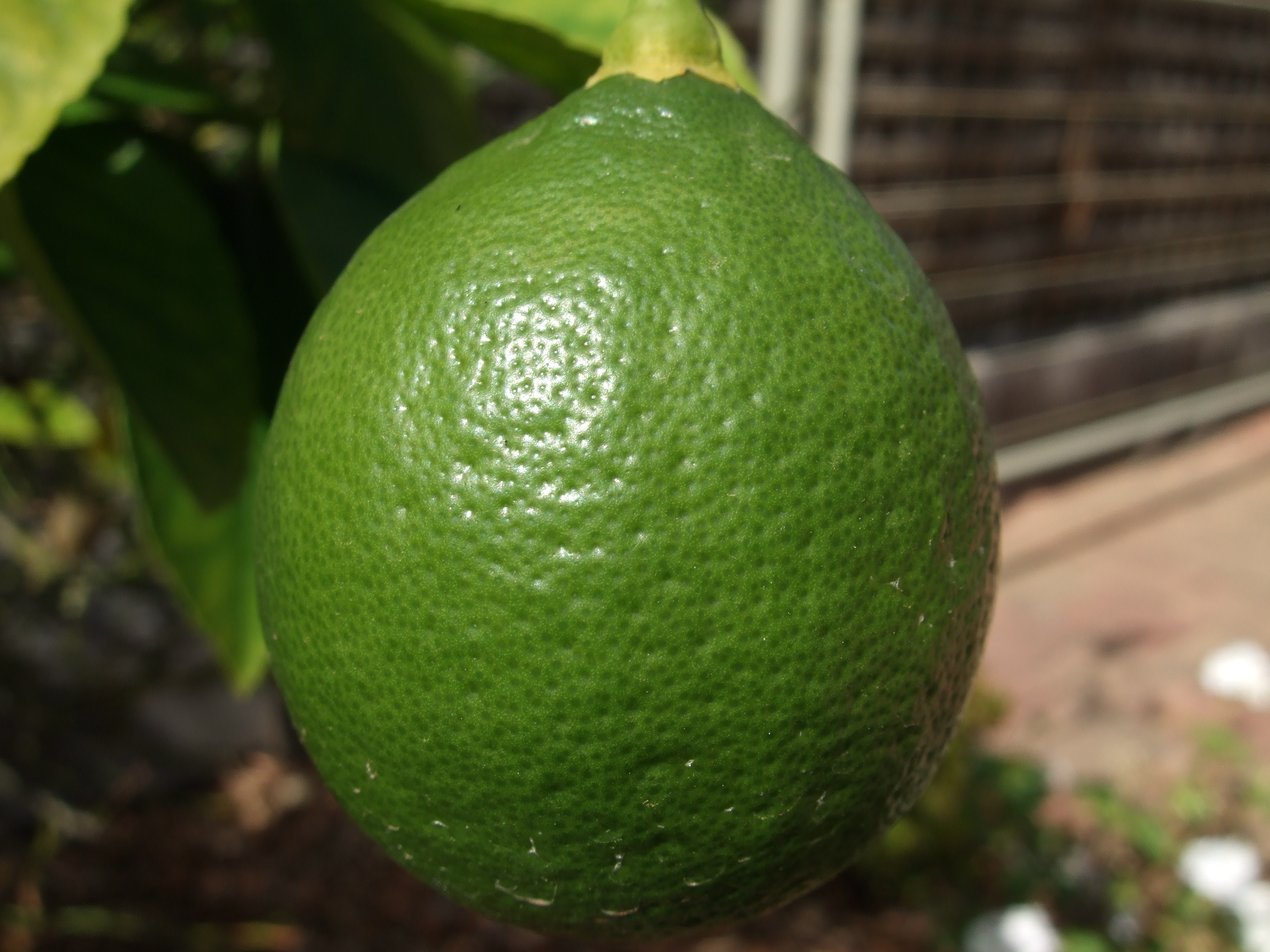
Ce citron deviendra jaune en mûrissant.

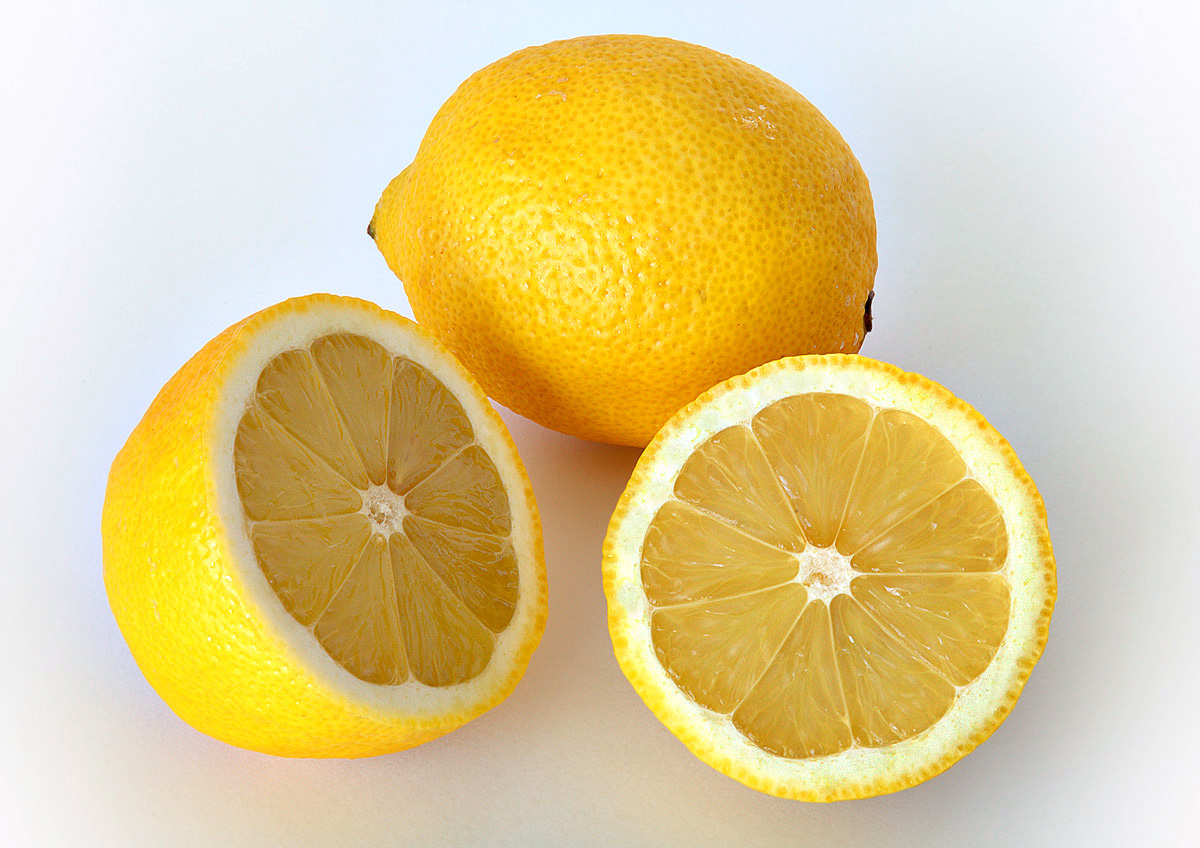
Citron mûr.

Le concept de maturité s'applique autant à un organisme végétal simple que complexe, par exemple la maturité du raisin ou du fruit, processus complexe qui implique des conditions hormonales déterminées par le temps, la température et la lumière.

### Maturation des fruits
La maturation des fruits charnus (processus amenant à leur état de maturité) est la phase terminale de leur développement. Phénomène irréversible, coordonné et génétiquement programmé, elle implique une série de changements biochimiques, physiologiques et organoleptiques. Elle se traduit fréquemment par des changements de couleur, la production de composés organiques volatils, la dégradation partielle et la solubilisation de la pectine ou de la cellulose de la paroi cellulaire qui protège chaque cellule végétale du fruit, l'accumulation de sucres, la dégradation d'acides organiques et la destruction d'alcaloïdes,.
On distingue classiquement deux classes de fruits selon leur comportement de maturation : les fruits climactériques ou non climactériques.
La nécessité de cueillir les fruits à des dates optimales, qui garantissent une bonne conservation et des qualités organoleptiques et commerciales optimales, a conduit à définir un certain nombre d’indices de maturité fiables en fonction des espèces ou variétés :
- l’indice de régression de l'amidon ;
- l'évolution de l’acidité totale ;
- l'évolution des sucres solubles (échelle de Brix) ;
- l'évolution de la fermeté des tissus, de l’indice Thiault ;
- l'évolution de la production d’éthylène, pour les espèces climactériques ;
- l'évolution de la consommation de CO2[4],[5],[6] ;
- l'évolution de la couleur, de l'odeur et de la texture.

### Forêts, milieux naturels ou cultivés
Dans la nature, différents « cortèges » ou « successions » de communautés végétales et animales tendent à se succéder avant d'atteindre un stade globalement plus stable. Ainsi, lorsque la forêt gagne sur un milieu ouvert, des essences pionnières s'installent (plus ou moins vite selon la densité d'espèces herbivores, grands herbivores en particulier, eux-mêmes autrefois contrôlés par les petits et grands carnivores), et sont progressivement remplacées par les essences du climax, plus longévives et constituant la phase de maturité de la forêt. C'est souvent une perturbation naturelle qui met fin à ce stade.
Hormis dans les milieux artificiels (boisement artificiel de type futaie régulière ou taillis simple, monospécifique et d'une même classe d'âge), les stades de maturité ne peuvent être résumés à la notion de classes d’âge, car celle-ci correspond à une maturité très différente selon l’essence et les conditions de croissance. Les classes de diamètres n'y suffisent pas non plus, d'autant qu'il est normal que des sous-ensemble d'un écosystème atteignent un stade de maturité à des moments différents, selon leur histoire. La structure de diamètre est un indicateur qui semble néanmoins plus utile, s'il est comparé à ce que serait un stade climatique ou un objectif de production dans le cas des sylvicultures.
En foresterie, les arbres à croissance lente (chêne en particulier) sont généralement coupés bien avant leur âge maximal, dès que leur vitesse de croissance se réduit.

## Animaux d'élevage
La maturité est une notion très relative : la plupart des animaux élevés pour la viande sont jugés « mûrs pour l'abattoir » très tôt, bien avant leur maturité physiologique. C'est moins vrai pour les animaux élevés pour le lait ou les œufs.